# 葵福路
葵福路（英語：Kwai Fuk Road），又稱葵福道，位於葵青區葵涌的中部，連接荔景山路及德士古道以及楊屋道，是一條南北行雙向道路。道路北端與德士古道的交界處原位於信興中心旁，後來才改道向北與楊屋道相交。 
由於本道路是來往醉酒灣工業區的重要道路，因此容易衍生違泊問題。

## 途徑地方
- 嘉里貨運中心
- 信興中心
- 晉昇工廠大廈
- 中訊電訊大廈
- 香港電話有限公司
- 中華傳道會李賢堯紀念中學
- 葵盛游泳池
- 裕林工業中心
- 達利工業大廈
- 華豐工業中心
- 能達機電工程公司
- 安得利香港餐飲有限公司
- 葵青劇院
- 福業大廈
- 葵義路遊樂場

## 交匯道路
- 楊屋道
- 德士古道
- 永基路
- 盛福街
- 興盛路
- 葵喜街
- 興芳路
- 貨櫃碼頭路
- 葵義路
- 荔景山路